# Pierre Gibergues
Pierre Gibergues est un homme politique français né le 30 novembre 1740 et décédé le 4 février 1817 à Paris.
Prêtre à Saint-Floret, il est élu député du Puy-de-Dôme en 1791, siégeant avec les modérés de la majorité. Il est réélu à la Convention et vote la mort de Louis XVI. Il passe au Conseil des Anciens le 22 vendémiaire an IV et en sort en 1797.

## Sources
- « Pierre Gibergues », dans Adolphe Robert et Gaston Cougny, Dictionnaire des parlementaires français, Edgar Bourloton, 1889-1891 [détail de l’édition]